# Itocyclops yezoensis
Itocyclops yezoensis is een eenoogkreeftjessoort uit de familie van de Cyclopidae. De wetenschappelijke naam van de soort is voor het eerst geldig gepubliceerd in 1953 door ItoTakashi.